# 戈尔日 (芒什省)
戈尔日（法語：Gorges，法語發音：[ɡɔʁʒ] ⓘ）是法国芒什省的一个市镇，属于库唐斯区。

## 地理
戈尔日（49°15'23"N, 1°24'24"W）面积22.67 平方千米，位于法国诺曼底大区芒什省，该省份为法国西北部沿海省份，西、北、东北三面环大西洋，东起顺时针与卡爾瓦多斯省、奧恩省、马耶讷省和伊勒-维莱讷省接壤。
与戈尔日接壤的市镇（或旧市镇、城区）包括：歐韋爾、贡夫勒维尔、洛尔恩、奈镇、勒普莱西拉斯泰尔、圣帕特里斯德克莱、土地沼泽村、蒙瑟内勒。

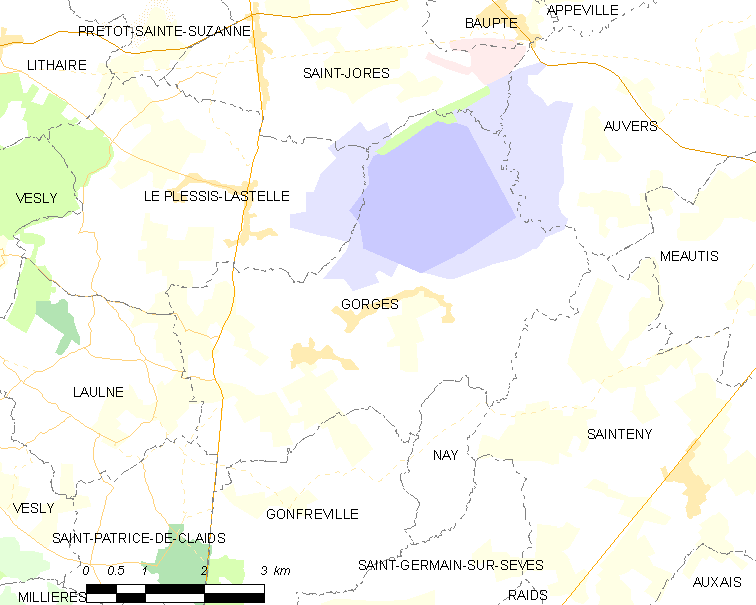
的OSM定位图

戈尔日的时区为UTC+01:00、UTC+02:00（夏令时）。

## 行政
戈尔日的邮政编码为50190，INSEE市镇编码为50210。

## 政治
戈尔日所属的省级选区为阿贡-库坦维尔县。

## 人口

1962-2008年间人口变化图示

戈尔日于2022年1月1日时的人口数量为347人。